# Knap Barrow
 Der neolithische Knap Barrow ist einer von etwa 300 Long Barrows in Schottland und England mit einer Konzentration im Süden und Osten Englands. 
Der nicht ganz 2,0 m hohe, 95,0 m lange und 15,0 m breite Grabhügel liegt östlich von Martin, bei Fordingbridge in Hampshire in England. Die verfüllten, nicht mehr sichtbaren, parallelen flankierenden Gräben waren vom Hügel durch breite Bermen getrennt. Der Grabhügel ist der längste in Hampshire, aber weniger auffällig als der benachbarte Grans Barrow, der höher ist. Der Nichtmegalithische Langhügel (englisch non-megalithic monument) und seine Nachbarn sind die am besten erhaltenen und leicht zugänglichen der lokalen Langhügelgruppe. 
Ausgrabungen anderer Hügel erbrachten wenig brauchbare Auskünfte über die Struktur. Im Detail unterscheiden sich die Anlagen. Die hölzerne Kammer hat jedoch immer eine nahezu rechteckige Form, die durch Gruben oder Posten an der Vorder- und Rückwand definiert wird.
Die auf England konzentrierten Hügel bestehen aus Erde, sind also Barrows. Die schottische, steinerne Abart, die Steinkammerlosen Long Cairns (Dalladies, Lochhill, Slewcairn) sind in England wenig verbreitet.